# La Petite Téléphoniste
Pour plus de détails, voir Fiche technique et Distribution.
La Petite Téléphoniste (For the Love of Mary) est un film américain réalisé par Frederick de Cordova et sorti en 1948.

## Fiche technique
- Titre : La Petite Téléphoniste
- Titre original : For the Love of Mary
- Réalisation : Frederick de Cordova
- Scénario : Oscar Brodney
- Production : Universal Pictures
- Musique : Frank Skinner
- Photographie : William H. Daniels
- Costumes : Orry-Kelly
- Montage : Ted J. Kent
- Durée : 90 minutes
- Date de sortie :
  - États-Unis : 1er septembre 1948

## Distribution
- Deanna Durbin : Mary Peppertree
- Edmond O'Brien : Lt. Tom Farrington
- Don Taylor : David Paxton
- Jeffrey Lynn as Phillip Manning
- Ray Collins : Harvey Elwood
- Hugo Haas : Gustav Heindel
- Harry Davenport : Justice Peabody
- Griff Barnett : Timothy Peppertree
- Katharine Alexander : Miss Harkness
- James Todd : Justice Van Sloan
- Morris Ankrum : Adm. Walton
- Frank Conroy : Samuel Litchfield
- Leon Belasco : Igor
- Louise Beavers : Bertha
- Raymond Greenleaf : Justice Williams
- Charles Meredith : Justice Hastings
- Adele Rowland : Mrs. Peabody
- Mary Adams : Marge
- Adrienne Marden : Hilda
- Beatrice Roberts : Dorothy
- Harry Cheshire : Col. Hedley
- Donald Randolph : Asst. Attorney General
- William Gould : Sen. Benning